# 埃米爾

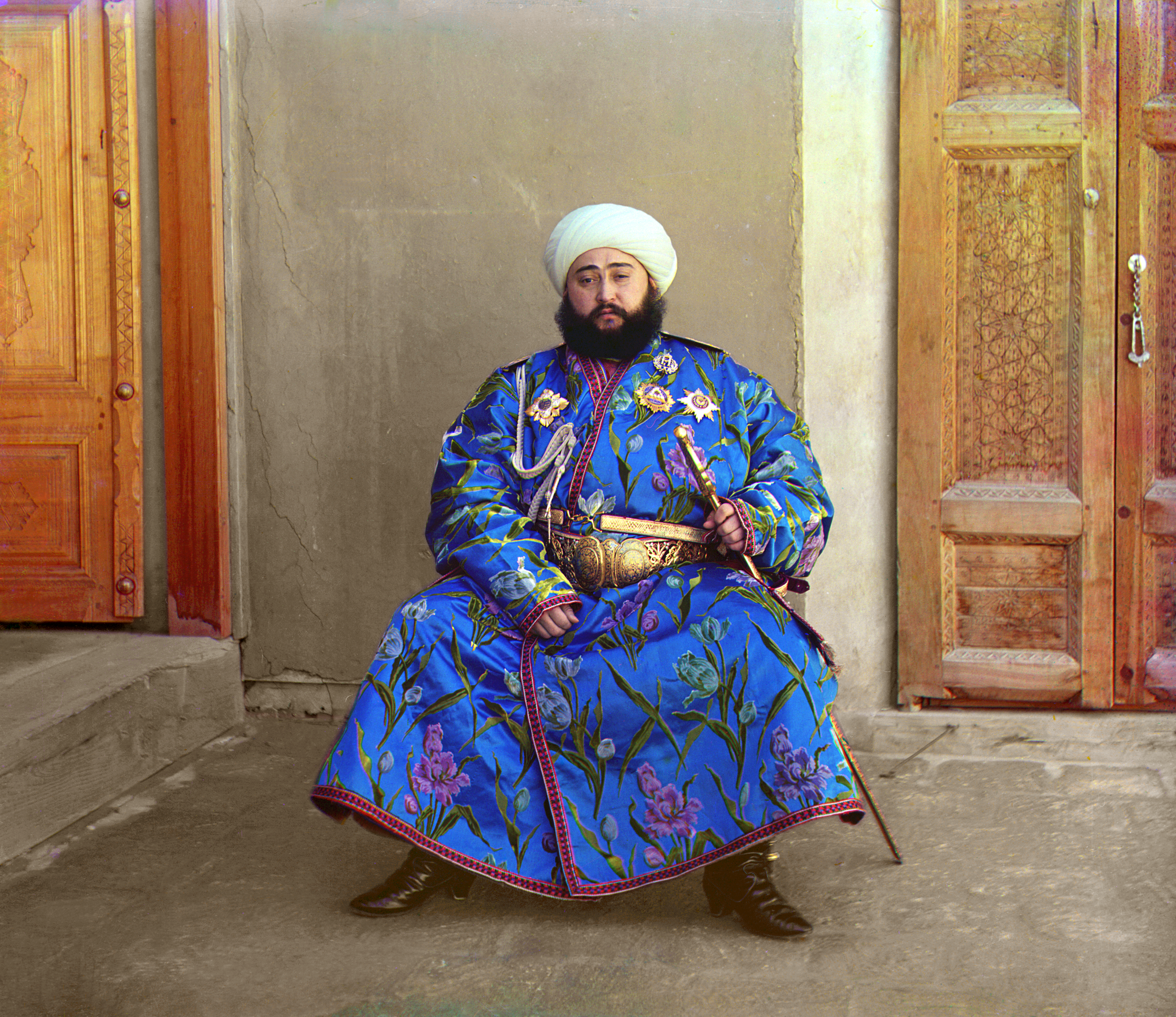
俄國攝影師謝爾蓋·米哈伊洛維奇·普羅庫金 - 戈斯基於1911年拍攝的布哈拉酋长国的埃米爾穆罕默德·阿利姆·汗的相片

埃米尔（阿拉伯語：‎），又譯艾米爾或阿米爾，元明时也译为异密，是阿拉伯國家的貴族头衔，此封號用於大中東地區的穆斯林國家，北非和突厥人在歷史上亦曾使用過這個封號。

## 意涵
一般從音譯為埃米爾（又譯艾米爾或阿米爾），亦有從其意思“統帥”意譯為總督，或從其功能意譯為「國王」、「酋長」（實際上埃米爾並沒有部落首領的意思，一個埃米爾亦非只統領單個部落）、「首長」、「頭人」、「頭目」、「首領」等等，亦見有人以其作為貴族最高爵位之功能意譯為「親王」、「大公」等等，旧译作「异密」。
其名稱源自阿拉伯文的，意思是指「統率他人的人」，這頭銜遠早於蘇丹出現。其最初本意有軍事統帥的意思，最早用於哈里發派駐在外的軍事統帥及各地總督，亦有作為最高級貴族稱號。而最早源自波斯语的称谓“米尔扎”，则在部分地区指埃米尔之子。
而「信眾的長官」（埃米尔·穆民）这一伊斯兰宗教头衔中也包含埃米尔这一统帅的含义。

## 背景
隨著阿拉伯帝國的內亂，各地總督與哈里發之關係越發疏離，最後不少地方的埃米爾與哈里發均成為一種象徵式之從屬關係，埃米爾遂在此權力交替中取得一地之軍政大權，並成為當地之君王，隨著阿拉伯世界政權分裂之延續，埃米爾廣泛地成為由北非到中東的君主稱號。
伊朗伊斯兰革命卫队仍然将“埃米尔”作为其指挥官军衔的一种，更接近其原意。

## 今日用法
今日仍有4個國家在使用埃米爾稱號，如：
| 主權國家           | 國家元首                                   | 政府首腦             | 政治体制                  | 国旗 | 国徽 | 地图 |
| ------------------ | ------------------------------------------ | -------------------- | ------------------------- | ---- | ---- | ---- |
| 科威特             | 科威特埃米尔                               | 科威特首相           | 單一制 二元制君主立宪制   |      |      |      |
|                    | 卡塔尔埃米尔                               | 卡塔尔首相           | 單一制 君主專制           |      |      |      |
| 阿联酋             | 阿拉伯联合酋长国总统                       | 阿拉伯联合酋长国總理 | 联邦制 選舉君主制         |      |      |      |
| 阿富汗伊斯蘭酋長國 | 阿富汗伊斯兰酋长国最高领导人（信士的長官） | 阿富汗总理           | 單一制 伊斯蘭主義神權政治 |      |      |      |

### 历史上的埃米尔国
1. 克里特埃米尔国（820年代－961年）
2. 第比利斯埃米尔国（736年－1080年）
3. 布哈拉埃米尔国（1785年－1920年）
4. 西西里埃米尔国（831年－1072年）
5. 阿富汗酋长国（1823年－1926年）
6. 和闐伊斯蘭王國（1934年2月－1934年6月）

### 引用
1. ↑  見Amin Maalouf著，彭廣愷譯譯，《阿拉伯人眼中的十字軍東征》，河中文化。2004年12月：299頁。ISBN 957-29033-1-4。